# Felletin
Felletin (okcitansko Fuletin oz. Falatin) je naselje in občina v francoskem departmaju Creuse regije Limousin. Leta 2007 je naselje imelo 1.889 prebivalcev.

## Geografija
Kraj leži v pokrajini Marche ob reki Creuse, 10 km južno od Aubussona.

## Uprava
Felletin je sedež istoimenskega kantona, v katerega so poleg njegove, vključene še občine Croze, Moutier-Rozeille, Poussanges, Sainte-Feyre-la-Montagne, Saint-Frion, Saint-Quentin-la-Chabanne, Saint-Yrieix-la-Montagne in Vallière s 4.301 prebivalcem.
Kanton Felletin je sestavni del okrožja Aubusson.

## Zanimivosti
- cerkvi Notre-Dame du Château (15. stoletje), du Moûtier (12. do 15. stoletje),
- srednjeveški most na reki Creuse.

## Pobratena mesta
- Schladming (Štajerska, Avstrija);